# Dodoši
Dodoši (en serbe cyrillique: Додоши) est un village du sud du Monténégro, dans la municipalité de Cetinje.

## Démographie

### Évolution historique de la population[1]
| 1948 | 1953 | 1961 | 1971 | 1981 | 1991 | 2003 |
| ---- | ---- | ---- | ---- | ---- | ---- | ---- |
| 507  | 506  | 407  | 241  | 112  | 72   | 53   |